# جغرافية الباز الأشهب (كتاب)
جغرافية الباز الاشهب، كتاب نادر ويعتبر قراءة حديثة في سيرة الشيخ عبد القادر الجيلاني، وتحقيق محل ولادته وفق منهج البحث العلمي (دراسة تاريخية) للباحث العراقي جمال الدين فالح الكيلاني، ومن مراجعة وتقديم المؤرخ عماد عبد السلام رؤوف.

## عرض الكتاب
الكتاب دراسة أكاديمية أثارت نقاشا كبيرا بين صفوف المثقفين والباحثين، لأن الكتاب نفى ولادة الإمام الجيلاني في طبرستان مؤكدا ولادته في جيلان (العراق) قرب المدائن، والكتاب لاقى قبولا جيدا بين أوساط المؤرخين والباحثين، مما جعل للكتاب شهرة واسعة، حيث تجاوزت نسخه الموزعة حاجز ال 100,000 نسخة ، ولقد طبع أربع طبعات ومترجم كله أو ملخصه إلى عدة لغات منها الإنجليزية والأردية والصينية والكردية والهوسا والبنغالية.
جيلان العراق: هي قرية تاريخية، عراقية تابعة إلى مدينة المدائن ومن معالمها المعروفة في التاريخ والآثار، وتبعد 40 كيلو متر، جنوب العاصمة بغداد.
ولقد ذكرتها عشرات المصادر والمراجع التاريخية والجغرافية، وكتب البلدانيين العرب واليها ينسب العديد من الأعلام ولعل من أهمهم الشيخ عبد القادر الجيلي 470 هـ- 561 هـ، الإمام الصوفي والفقيه الحنبلي، الذي يوصف بـتاج العارفين ومحيي الدين وباز الله الاشهب. وإليه تنتسب الطريقة القادرية الصوفية والذي ساهم في اعداد جيل صلاح الدين الأيوبي الذي حرر مدينة القدس من الصليبيين.

## نسبه
أبو محمد عبد القادر بن موسى بن عبد الله بن يحيى بن محمد بن داود بن موسى بن عبد الله بن موسى بن عبد الله بن الحسن بن الحسن بن علي بن أبي طالب بن عبد المطلب بن هاشم بن عبد مناف بن قصي بن كلاب بن مرة بن كعب بن لؤي بن غالب بن فهر بن مالك بن قريش بن كنانة بن خزيمة بن مدركة بن إلياس بن مضر بن نزار بن معد بن عدنان.

## عرض
ومن أهم المؤرخين الأوائل، السمعاني: وتوفي عام 562هـ/1160م في مرو. ويذكر محمد التاذفي في كتاب قلائد الجواهر: أن السمعاني يتحدث عن الجيلي في كتابه ذيل تاريخ بغداد. والواقع أن ما يذكره الذيل من معلومات هي تقليدية، من إنه فقيه حنبلي ورجل ورع، ينسب لطبرستان، دون أن يحدد مصدر معلومته أو ممن نقلها، مما يترك، علامة استفهام كبيرة حول المعلومة والتي لم يذكرها من المعاصرين للجيلي أحد غيره، والمرجح انه اعتمد على المسموع لا الحقيقة خصوصا وهو من مرو لا من بغداد.
ومن المؤرخين المهمين أيضا، ابن الجوزي، البكري البغدادي، وهو من معاصري الشيخ عبد القادر الجيلي (مكانا وزمانا – ملتقي به شخصيا)، والذي توفي بعد ربع قرن من الجيلي، وفترة ذيوع صيته تتوافق مع فترة شهرة الجيلي، وهو يذكر الجيلي صراحة في تاريخه المنتظم في تاريخ الملوك والامم، وفي مخطوطة كتابه عن الشيخ عبد القادر الجيلي ويعتبرها الكثير من الباحثين مفقودة، وتوجد نسخة منها في مكتبات السوربون، نقل منها نصوصا مجتزاءة الدكتور مصطفى جواد في كتابه أصول التاريخ والأدب، ومن المؤكد ان البروفيسورة الفرنسية، جاكلين شابي –الاستاذة في السوربون، اطلعت عليها، خلال كتابتها، لبحثها، حول حياة الجيلي، يحدد ابن الجوزي ان الجيلي من بلاد الرافدين ومولود في الجيل (العراقية) وهو مطابق لما موجود في مخطوطة شذور العقود في التاريخ لابن الجوزي، أيضا، وابن الجوزي يشغل بين المؤرخين مكاناً مهما، بصفته معاصراً للجيلاني، وصاحب مصداقية تاريخية أكبر بكثير من تلك التي يتمتع بها الكتاب المتأخرون وتوفي عام 597هـ/1200م، من كونه لايجامل احدا، بل ان كتابه عن الجيلي، كتاب في نقد التصوف واهله.
وهناك عدد من المؤرخين المعاصرين، يتناولون سيرة الشيخ عبد القادر الجيلي دون الخوض في موضوع ولادته لا من قريب ولا من بعيد، كابن الأثير الشافعي الأشعري المتوفي عام 630هـ/1233م، وشهاب الدين السهروردي الشافعي المتوفي عام 632هـ/1234م. وكان له من العمر نحو عشرين عاماً عند وفاة الجيلي، وهو يذكر الجيلي اسماً في كتابه عوارف المعارف بخصوص زواج الزاهد وكذلك ابن النجار الشافعي المتوفي عام 643هـ/1245م وابن عربي المفكر الصوفي الشهير الذي توفي عام 643هـ/1210م. ويذكر الجيلي نصاً في كتاب الفتوحات المكية، وغيرهم.
اما طبقة المؤرخين المتأخرين فأهمهم:
- نور الدين الشطنوفي: القارئ المصري الشافعي، توفي في العصر المملوكي عام 713هـ/1314م. صاحب كتاب بهجة الأسرار ومعدن الانوار وهو عن حياة الجيلي من الطراز الاخباري بكل معنى الكلمة. ولقد نقده كاتب متأخر هو ابن رجب، وكتاب التاذفي قلائد الجواهر هو تلخيص لكتاب البهجة، والكتاب له نشرات تجارية عدة وهي سقيمة، وقد قمنا بتحقيقه (كرسالة ماجستير)، اعتمادا على مخطوطة نادرة وفريدة، كان نقد نسخها، الدكتور مصطفى جواد من السوربون، يذكر فيها ان الشيخ عبد القادر الجيلي من مواليد جيل العراق، قرب المدائن، اما في نشراته التجارية فتورد ان الجيلي ولد في الطبرستان، مع تردد واضح لاي مدينة ينسب، مما يدلل ان الكتاب تعرض للتحريف، من قبل الناسخين عبر العصور.[7]
- اما، ابن تيمية الحنبلي: مات عام 728هـ/1328م. والذهبي: توفي عام 748هـ/1348م. وابن كثير: توفي عام 774هـ/1373م واما ابن رجب: توفي عام 795هـ/1392م مؤلف كتاب ذيل على طبقات الحنابلة، فهم لا يتحدثون، عن ولادته، ويمكن الاستفادة بشكل عام من كتاباتهم، ولكن في كتابه شخصية الشيخ الجيلي فقط، إن المصادر المتأخرة من هذه الفترة وفيرة، ولكنها تكرر نفسها، تماما، وكل من جاء بعدهم، نقل منهم.[8]

## قول ياقوت الحموي
يقول الجغرافي ياقوت الحموي في معجم البلدان: الجيل قرية من أعمال بغداد تحت المدائن بعد زرارين ويسموها الكيل وقد سماها ابن الحجاج -الكال- قال: لعن الله ليلتي بالكال - انها ليلة تعر الليالي، وقال صاحب مخطوطة، مهجة البهجة ومحجة اللهجة: والجيل قرية بشاطئ دجلة على مسيرة يوم واحد من بغداد تحت المدائن مما يلي طريق واسط العراق وفيها ولد شيخ الإسلام عبد القادر واليها نسب، واغلب سكانها من الأكراد النازحين من كردستان الكبرى، المترامية الاطراف وبالذات من قبيلة بشدر، وهذا ما أورده المؤرخ عباس العزاوي في تعليقاته على رحلة المنشي البغدادي، وهذا يعلل تعلق الاكراد به، كونه نشأ في بيئة كردية، وطبعا هذا لايتعارض، باي حال من الأحوال، مع نسبه الحسني العريق.

## أراء في الكتاب

تقييم علمي من مركز احياء التراث العلمي في جامعة بغداد